# Pierre de Sacierges
Pierre de Sacierges (... – 9 settembre 1514) è stato un vescovo cattolico francese e Gran Cancelliere dello Stato di Milano.

## Biografia
Succedette come vescovo di Luçon a Nicolas Boutault il 31 gennaio 1491, ma l'elezione non venne approvata da re Luigi XI di Francia. Fu segretario del cardinale Georges I d'Amboise, che venne in Italia nel 1499 per organizzare il governo francese nel Ducato di Milano.
Il vescovo accompagnò re Luigi XII di Francia in Italia alla conquista di Milano il 6 ottobre 1499 e venne per l'occasione nominato Gran Cancelliere dello Stato di Milano, carica che ricoprì fino al 1507.